# Ropicomimus ruber
Ropicomimus ruber är en skalbaggsart som beskrevs av Stefan von Breuning 1939. Ropicomimus ruber ingår i släktet Ropicomimus och familjen långhorningar. Inga underarter finns listade i Catalogue of Life.